# Hemicircus
Hemicircus är ett fågelsläkte i familjen hackspettar inom ordningen hackspettartade fåglar: Släktet omfattar vanligtvis två arter som förekommer från Indien till Java:
- Rödtofsad dvärgspett (H. concretus)
  - H. c. sordidus – urskiljs som egen art av Birdlife International
- Svarttofsad dvärgspett (H. canente)

Arterna är ej nära släkt med dvärgspettarna i Sasia, Picumnus eller Nesoctites.